# Myrmecia apicalis
Myrmecia apicalis is een mierensoort uit de onderfamilie van de Myrmeciinae. De wetenschappelijke naam van de soort is voor het eerst geldig gepubliceerd in 1883 door Emery.